# Новомаксимовское сельское поселение
Новомаксимовское сельское поселение — сельское поселение в Суровикинском районе Волгоградской области.
Административный центр — хутор Новомаксимовский.
Новомаксимовское сельское поселение — самое крупное из поселений района.
На территории Новомаксимовского сельского поселения создано 6 организаций территориального общественного самоуправления (ТОС).

## География
Новомаксимовское сельское поселение расположено на юго-востоке района, граничит с Нижнечирским, Лысовским сельскими поселениями Суровикинского района, Калачёвским и Октябрьским районами.
Хутор Новомаксимовский расположен возле реки Дон (Цимлянское водохранилище), тут же устья реки Чир и река Лиска, в 130 км от Волгограда, недалеко от границы с Ростовской областью.
Через хутор проходит железнодорожная линия Волгоград — Лихая, железнодорожная станция Приволжской железной дороги Чир.

## История
Казачье поселение Новомаксимовский (Чир) входило во Второй Донской округ (Область Войска Донского). Хутор Новомаксимовский (Чир) в XX веке стал правопреемником станицы Верхнечирской, ушедшей под воду Цимлянского водохранилища. Также в Новомаксимовский (Чир) переселяются люди ушедших под воду хуторов: х. Рычков (частично), х. Демкина (частично), х. Максимов (частично), Ерицкий (полностью).
9 июля 1953 года по решению исполнительного комитета Сталинградского областного совета депутатов трудящихся Ново-Максимовский, Верхне-Чирский и Бударинский сельсоветы были объединены в Ново-Максимовский сельсовет с центром в хуторе Ново-Максимовском.
В 2000-е годы в хуторе был построен храм, открыты тур база, дом творчества для детей и парк.
Новомаксимовское сельское поселение образовано 21 декабря 2004 года в соответствии с Законом Волгоградской области № 971-ОД.

## Население
| 2010  | 2012  | 2013  | 2014  | 2015  | 2016  | 2017  |
| ----- | ----- | ----- | ----- | ----- | ----- | ----- |
| 2215  | ↘2172 | ↘2129 | ↘2113 | ↘2056 | ↘2016 | ↘1988 |
| 2018  | 2019  | 2020  | 2021  |       |       |       |
| ↘1950 | ↘1900 | ↘1878 | ↘1861 |       |       |       |

## Состав сельского поселения
| № | Населённый пункт | Тип населённого пункта        | Население |
| - | ---------------- | ----------------------------- | --------- |
| 1 | Верхнечирский    | хутор                         | 778       |
| 2 | Новомаксимовский | хутор, административный центр | 1371      |
| 3 | Рычковский       | хутор                         | 66        |